# Minh Vy
Minh Vy (hay Minh Vi) có tên đầy đủ là Đoàn Hữu Minh là nam nhạc sĩ, đạo diễn kiêm nhà sản xuất âm nhạc người Việt Nam. Ông là chủ Hãng đĩa Kim Lợi Studio, được biết đến là người sáng tạo loạt chương trình nghệ thuật Mưa bụi trong thập niên 1990.

## Tiểu sử
Minh Vy sinh ra trong gia đình viên chức, ông là anh cả, ba ông là Đoàn Hữu Lợi (Tư Lợi) - một kỹ sư điện tử và mẹ là một giáo viên. Ông bắt đầu học nhạc và violin từ khoảng 5-6 tuổi tại một trường dòng, sau đó học cấp 3 tại Trường Trung học phổ thông Lê Hồng Phong. Minh Vy thành lập nhóm nhạc Dòng Biển Lặng và bắt đầu đi diễn, nhóm có 7 thành viên gồm 4 thành viên chính và 3 thành viên thường trực, trong đó có Lê Tuấn và Hoài Sơn. Minh Vy bắt đầu tự học thu âm các bài biểu diễn của nhóm nhạc, ông Tư Lợi cũng hỗ trợ bằng việc thành lập Kim Lợi Studio và liên danh với Trung tâm Băng nhạc trẻ của Hãng phim Trẻ vào năm 1991. Một số nghệ sĩ thành danh từ những sản phẩm đầu của hãng như Ngọc Sơn, Đình Văn và Lê Tuấn.

## Sự nghiệp
Sau khi Minh Vy thi đậu vào hai ngành Sư phạm Anh và Đại học kỹ thuật Thủ Đức, nhóm Dòng Biển Lặng cũng tan rã. Minh Vy có cơ hội cùng với nhạc sĩ Vinh Sử sáng tác ca khúc "Mưa bụi" tại Đà Lạt. Khi trở về Sài Gòn, ông cho ghi hình một số ca khúc và cùng Hãng phim trẻ phát hành tập đầu của chương trình Mưa bụi. Chương trình này sau đó đã rất thành công và được sản xuất liên tục từ năm 1994 đến 1998 với 10 phần. Ông bắt đầu làm đạo diễn âm nhạc với MV Gửi người tôi yêu của Cẩm Ly trong Mưa bụi 6.
Đầu thập niên 2000, Minh Vy và Hồng Xương Long cùng hợp tác sáng tác một số ca khúc phong cách dân ca như "Chim trắng mồ côi", "Trăng vỡ" và "Đau xót lý con cua". Hồng Xương Long thường đảm nhận viết lời, tuy nhiên khi phát hành có nhiều trường hợp chỉ có tên của Minh Vy trên phần tác giả. Một số giải thưởng liên quan cũng chỉ có Minh Vy được xướng tên đề cử hoặc nhận giải. Năm 2008, Hồng Xương Long đã đệ đơn kiện nhờ Đại sứ quán Mỹ tại Việt Nam giải quyết.

## Đời tư
Sau 7 năm yêu nhau, Minh Vy kết hôn với ca sĩ Cẩm Ly năm 2004 và hiện tại họ đã có hai con gái. Minh Vy cũng là người định hướng lựa chọn các dòng nhạc tạo ra thành công cho Cẩm Ly.

## Tác phẩm

### Liveshow - chương trình truyền hình
- Loạt liveshow Tự tình quê hương của Cẩm Ly
- Minh Vy - Live Show 2008

- Thần tượng Bolero - Giám đốc âm nhạc[2]

- Vợ chồng mình hát - Giám khảo cùng Cẩm Ly[8]

- Tuyệt đỉnh song ca - Giám khảo cùng Cẩm Ly

- "Anh đi giữ vườn"
- "Anh về miền Tây" – lời: Thanh Đông
- "Áng mây buồn"
- "Café miệt vườn"
- "Câu chúc tân xuân"
- "Cây bã đậu"
- "Chỉ tại duyên số"
- "Chim trắng mồ côi" – lời: Hồng Xương Long
- "Chuyện tình buồn bon gái"
- "Có bao giờ"
- "Còn lại đây mình em"
- "Cơn mưa cuối cùng"
- "Đau xót lý con cua" – lời: Hồng Xương Long
- "Đắn đo"
- "Đón dâu"
- "Em không thể quên"
- "Em là hạnh phúc đời anh"
- "Em mãi là người tình"
- "Giáng hương"
- "Giấc mơ mình em"
- "Kẻ đứng sau tình yêu"
- "Làm sao biết"
- "Lâu đài mộng mơ"
- "Mẹ tôi rước dâu"
- "Mình ơi"
- "Mùa xuân sẽ qua"
- "Mưa bụi" – cùng Vinh Sử
- "Mưa rơi cuối tuần"
- "Mẹ tôi"
- "Nắng gió tình ta"
- "Nhớ anh mấy mùa"
- "Những giấc mơ qua rồi"
- "Người hãy nói với tôi"
- "Người thứ ba"
- "Nỗi buồn mẹ tôi"
- "Phút biệt ly"
- "Quê tôi"
- "Sài Gòn em nhớ ai" (Sài Gòn nhớ em)
- "Tết đoàn viên"
- "Tết phát tài"
- "Tết quê hương"
- "Tết quê mình"
- "Tình anh tình em"
- "Tình theo gió mây"
- "Tình thôi cách xa"
- "Tình yêu ngày ấy"
- "Tôi mơ"
- "Tôi và anh"
- "Trái tim mềm yếu"
- "Trăng vỡ" – lời: Hồng Xương Long
- "Ước mơ của tôi"
- "Vọng cổ buồn"
- "Xa quê"
- "Yêu thương quay về"

### Album
- 2007: Áng mây buồn (Cẩm Ly - Kim Lợi Studio)[9]
- 2009: Em không thể quên – Tình khúc Minh Vy (Cẩm Ly - Kim Lợi Studio)[10]
- 2008: Chuyện chúng mình – Tình khúc Minh Vy (Cẩm Ly - Trung tâm Thúy Nga)

## Giải thưởng và đề cử

### Giải thưởng cá nhân
| Năm  | Giải thưởng                      | Hạng mục                                 | Tác phẩm            | Kết quả   | Chú thích |
| ---- | -------------------------------- | ---------------------------------------- | ------------------- | --------- | --------- |
| 2005 | Làn Sóng Xanh 2005               | Top 10 Nhạc sĩ có ca khúc được yêu thích | "Chim trắng mồ côi" | Đoạt giải |           |
| 2006 | Mai Vàng lần thứ 11              | Nhạc sĩ                                  |                     | Đề cử     | [ 11 ]    |
| 2006 | Làn Sóng Xanh 2006               | Top 10 Nhạc sĩ có ca khúc được yêu thích | "Vọng cổ buồn"      | Đoạt giải |           |
| 2007 | Mai Vàng lần thứ 12              | Nhạc sĩ                                  | "Vọng cổ buồn"      | Đề cử     | [ 12 ]    |
| 2007 | Mai Vàng lần thứ 12              | Đạo diễn ca nhạc                         | Minh Vy 2006        | Đề cử     | [ 12 ]    |
| 2007 | Giải thưởng 10 năm Làn Sóng Xanh | Top 10 nhạc sĩ có ca khúc được yêu thích |                     | Đoạt giải | [ 13 ]    |
| 2008 | Mai Vàng lần thứ 13              | Nhạc sĩ                                  |                     | Đề cử     | [ 14 ]    |
| 2008 | Mai Vàng lần thứ 13              | Đạo diễn ca nhạc                         |                     | Đề cử     | [ 14 ]    |
| 2010 | Mai Vàng lần thứ 15              | Nhạc sĩ                                  | "Nỗi buồn mẹ tôi"   | Đoạt giải | [ 15 ]    |

### Giải thưởng cho tác phẩm
| Năm  | Giải thưởng                     | Hạng mục                | Tác phẩm                    | Kết quả   | Chú thích |
| ---- | ------------------------------- | ----------------------- | --------------------------- | --------- | --------- |
| 2003 | VTV – Bài hát tôi yêu lần thứ 2 | Giải Khán giả bình chọn | Video: Chuyện chàng cô đơn  | Đoạt giải | [ 16 ]    |
| 2003 | VTV – Bài hát tôi yêu lần thứ 2 | Giải Khán giả bình chọn | Video: Em chưa biết yêu     | Đoạt giải | [ 16 ]    |
| 2004 | VTV – Bài hát tôi yêu lần thứ 3 | Giải Khán giả bình chọn | Video: Tình ngỡ là mơ       | Đoạt giải | [ 17 ]    |
| 2004 | VTV – Bài hát tôi yêu lần thứ 3 | Giải Khán giả bình chọn | Video: Mãi mãi một tình yêu | Đoạt giải | [ 17 ]    |
| 2012 | Mai Vàng lần thứ 17             | Ca khúc                 | "Thím Hai Lúa"              | Đề cử     | [ 18 ]    |
| 2013 | Mai Vàng lần thứ 18             | Ca khúc                 | "Bìm bịp kêu chiều"         | Đề cử     | [ 19 ]    |
| 2017 | Mai Vàng lần thứ 22             | Ca khúc                 | "Mẹ hiền của tôi"           | Đề cử     | [ 20 ]    |